# 어웨이크닝 (영화)
《어웨이크닝》(영어: The Awakening)은 2011년에 개봉한 영국의 초자연 공포 드라마 영화이다. 닉 머피의 첫 극장용 영화 연출작이다. 리베카 홀, 도미닉 웨스트, 이멜다 스탠턴 등이 출연하였다. 제36회 토론토 국제 영화제에서 2011년 9월 16일 전 세계 최초로 상영되었으며, 스튀디오카날을 통해 영국에서 2011년 11월 11일 개봉하였다.

## 줄거리
1921년 영국. 플로렌스는 경찰에게 협력하며 사기꾼 심령술사들이 가짜로 조장하는 초자연 현상의 허구를 밝히고 있다. 사실 플로렌스는 제1차 세계 대전으로 약혼자를 잃은 뒤 약혼자를 이 세계로 다시 불러 들일 방법을 찾고 있는 중이다. 이런 플로렌스에게 컴브리아주 기숙 학교 교사 로버트가 찾아온다. 로버트는 20년 전까지는 개인 집이었던 이 학교에 유령이 출몰하고 있는데 최근 한 학생의 사망이 이와 관련이 있어 보인다고 말한다.

## 출연진
- 리베카 홀 - 플로렌스 캐스카트 역
- 도미닉 웨스트 - 로버트 맬러리 역
- 이멜다 스탠턴 - 모드 힐 역
- 아이작 헴프스테드 라이트 - 토머스 “톰” 힐 역
- 루시 코후 - 콘스턴스 스트리클런드 역
- 존 슈래프널 - 휴 퍼즐로 목사 역
- 숀 둘리 - 맬컴 맥네어 역
- 조지프 몰 - 에드워드 저드 역
- 앤드루 해빌 - 조지 밴더미어 역
- 애너스테이자 힐리 - 캐서린 밴더미어 역
- 다이애나 켄트 - 해리엇 캐스카트 역
- 리처드 더든 - 알렉산더 캐스카트 역
- 앨피 필드 - 빅터 패리 역
- 틸리 보스버러 - 비라 플러드 역
- 캘 매커닌치 - 프레디 스트리클런드 역
- 니컬러스 애머 - 에드거 허스윗 역
- 스티븐 크리 - 에번스 경사 역
- 시드니 존스턴 - 존 프랭클린 역

## 기타 제작진
- 총괄 제작: 제니 보가스, 윌 클라크, 조 오펜하이머
- 배역: 샤힌 베이그
- 미술: 존 헨슨, 피오나 개빈, 니키 매캘럼, 로버트 위슈즌헤이스
- 의상: 캐럴라인 해리스
- 헤어: 대니얼 필립스

## 반응
리뷰 애그리게이터 사이트 로튼 토마토에서 74편의 리뷰를 바탕으로 62%의 지지도를 얻었으며 평균 점수는 10점 만점에 5.7이다.